# Natação artística no Campeonato Mundial de Esportes Aquáticos de 2022 - Rotina livre solo
A prova da rotina livre solo é um dos eventos da natação artística do Campeonato Mundial de Esportes Aquáticos de 2022 foi realizada entre os dias 20 a 22 de junho, em Budapeste, na Hungria.

## Medalhistas
| Ouro              | Prata               | Bronze                     |
| Yukiko Inui (JPN) | Marta Fiedina (UKR) | Evangelia Platanioti (GRE) |

## Cronograma
Todos os horários são locais (UTC+2). 
| Data        | Hora  | Evento        |
| ----------- | ----- | ------------- |
| 20 de junho | 10:00 | Eliminatórias |
| 22 de junho | 16:00 | Final         |

## Resultados
| Pos.              | Nadadora              | Nacionalidade  | Eliminatória | Eliminatória | Final   | Final |
| Pos.              | Nadadora              | Nacionalidade  | Pontos       | Pos.         | Pontos  | Pos.  |
| ----------------- | --------------------- | -------------- | ------------ | ------------ | ------- | ----- |
| Medalha de ouro   | Yukiko Inui           | Japão          | 94.5667      | 1            | 95.3667 | 1     |
| Medalha de prata  | Marta Fiedina         | Ucrânia        | 92.6333      | 2            | 93.8000 | 2     |
| Medalha de bronze | Evangelia Platanioti  | Grécia         | 90.4000      | 3            | 91.7667 | 3     |
| 4                 | Linda Cerruti         | Itália         | 90.2667      | 4            | 90.9667 | 4     |
| 5                 | Vasiliki Alexandri    | Áustria        | 89.5667      | 5            | 90.1333 | 5     |
| 6                 | Iris Tió              | Espanha        | 89.0333      | 6            | 89.7000 | 6     |
| 7                 | Anita Alvarez         | Estados Unidos | 87.6333      | 7            | 87.6333 | 7     |
| 8                 | Eve Planeix           | França         | 87.1667      | 8            | 87.4667 | 8     |
| 9                 | Audrey Lamothe        | Canadá         | 84.5333      | 9            | 85.4000 | 9     |
| 10                | Marlene Bojer         | Alemanha       | 82.8667      | 10           | 84.2000 | 10    |
| 11                | Ilona Fahrni          | Suíça          | 82.2667      | 11           | 83.1000 | 11    |
| 12                | Karina Magrupova      | Cazaquistão    | 81.3000      | 12           | 82.0667 | 12    |
| 13                | Jasmine Verbena       | San Marino     | 80.8667      | 13           |         |       |
| 14                | Lee Ri-young          | Coreia do Sul  | 80.6000      | 14           |         |       |
| 15                | Clara De León         | Uruguai        | 77.5333      | 15           |         |       |
| 16                | Viktória Reichová     | Eslováquia     | 77.3000      | 16           |         |       |
| 17                | Szabina Hungler       | Hungria        | 75.8667      | 17           |         |       |
| 18                | Karolína Klusková     | Chéquia        | 74.6667      | 18           |         |       |
| 19                | Klara Šilobodec       | Croácia        | 73.9333      | 19           |         |       |
| 20                | Ece Üngör             | Turquia        | 73.7333      | 20           |         |       |
| 21                | Zoe Poulis            | Austrália      | 72.4333      | 21           |         |       |
| 21                | Clara Ternström       | Suécia         | 72.4333      | 21           |         |       |
| 23                | Patrawee Chayawararak | Tailândia      | 70.1000      | 23           |         |       |
| 24                | Ana Culic             | Malta          | 68.9000      | 24           |         |       |
| 25                | Gabriela Alpajon      | Cuba           | 68.3000      | 25           |         |       |
| 26                | Anna Mitinian         | Costa Rica     | 66.2000      | 26           |         |       |
| 27                | Xera Vegter           | África do Sul  | 66.1667      | 27           |         |       |
| 28                | Moramay Koomen        | Curaçau        | 64.9667      | 28           |         |       |
| –                 | Polina Prikazchikova  | Israel         | DNS          | DNS          | DNS     | DNS   |